# Richemont (empresa)
Compagnie Financière Richemont SA es una compañía suiza con sede en Ginebra dedicada a la producción y comercialización de bienes de lujo, fundada en 1988 por el hombre de negocios sudafricano Anton Rupert. Tiene cuatro áreas de negocio principales: relojes, joyas, instrumentos de escritura y ropa; y participa con un 18% en el capital de la tabacalera British American Tobacco. La compañía es la octava más grande de la bolsa suiza y en 2007 fue la tercera compañía de bienes de lujo más grande en el mundo tras LVMH y Kering.
La remuneración de los directivos del grupo Richemont aumentó una media del 14% en 2018.

## Compañías
Las principales compañías del grupo son:
- Cartier - Joyería, Relojes suizos, Peletería, Perfumería, es una Compañía francesa.
- Vacheron Constantin - Relojes suizos.
- A. Lange & Söhne - Relojes alemanes
- Van Cleef & Arpels - Joyería, relojes, etc.
- Piaget - Joyería, relojes, etc.
- Jaeger-LeCoultre - Relojes suizos.
- Officine Panerai - Relojes suizos, compañía de origen italiano.
- IWC - Relojes suizos.
- Baume & Mercier - Relojes suizos.
- Montblanc - Instrumentos de escritura alemanes y relojes suizos.
- Minerva - Marca de relojes suizos, integrada en Montblanc.
- Montegrappa - Instrumentos de escritura italianos.
- Alfred Dunhill -Bienes de lujo, Reino Unido.
- Lancel
- Chloé - Moda.
- YOOX
- Roger Dubuis - Relojes suizos.
- James Purdey and Sons - Fabricación de armas, Reino Unido.
- Shanghai Tang - Cadena de ropa basada en Hong Kong.
- Polo Ralph Lauren Watch and Jewellery Company, S.A.R.L. Joint venture entre Richemont y Ralph Laurent para la elaboración de relojes y joyería, de la que ambas compañías tienen el 50%.
- Bucellatti - Joyería de origen italiano.